# Eulecanium rugulosum
Eulecanium rugulosum är en insektsart som först beskrevs av Archangelskaya 1937.  Eulecanium rugulosum ingår i släktet Eulecanium och familjen skålsköldlöss. Inga underarter finns listade i Catalogue of Life.